# Новонікольське (Волгоградська область)
Новонікольське (рос. Новоникольское) — село у Биковському районі Волгоградської області Російської Федерації.
Населення становить 1750  осіб. Входить до складу муніципального утворення Новонікольське сільське поселення.

## Історія
Село розташоване у межах українського історичного та культурного регіону Жовтий Клин.
Згідно із законом від 21 лютого 2005 року № 1010-ОД органом місцевого самоврядування є Новонікольське сільське поселення.

## Населення
| 2010 | 2012  | 2013  | 2014  | 2015  | 2016  | 2017  |
| ---- | ----- | ----- | ----- | ----- | ----- | ----- |
| 1879 | ↘1840 | ↘1819 | ↘1797 | ↘1774 | ↘1769 | ↘1750 |